# Campanocolea fragmentissima
Campanocolea es un género monotípico de musgos hepáticas perteneciente a la familia Geocalycaceae. Su única especie Campanocolea fragmentissima, es originaria de Colombia.

## Taxonomía
Campanocolea fragmentissima fue descrita por  (R.M. Schust.) R.M.Schust.  y publicado en Journal of the Hattori Botanical Laboratory 82: 253. 1997.